# 安奎尼韋斯和哈利梅歐海德
《安奎尼韋斯和哈利梅歐海德》（英語：Ancrene Wisse and Hali Meiðhad）是J·R·R·托爾金的一篇論文，1929年發表在《英文學會會員研究論文》刊物上。該文被稱為「托爾金最完美的學術作品」。托爾金在這篇論文中最早提出「AB語言」的概念。
托爾金從1926年起便開始研究《Ancrene Wisse》十七個版本中最為古老和重要的Corpus MS 402。